# Pterogramma cardisomi
Pterogramma cardisomi är en tvåvingeart som beskrevs av Allen L.Norrbom och Kim 1984. Pterogramma cardisomi ingår i släktet Pterogramma och familjen hoppflugor. Inga underarter finns listade i Catalogue of Life.